# Wer bin ich
Wer bin ich (Chi sono io?) è una canzone scritta dai produttori Bob Arnz e Gerd Zimmermann insieme all'artista tedesca LaFee per il suo secondo album, Jetzt erst recht. Pubblicata come terzo singolo nel novembre 2007, raggiunse la posizione 25 nella classifica tedesca. Nel 2008 apparirà nell'album Shut Up una versione inglese della canzone, intitolata Tell Me Why.

## Tracce
CD Single
1. "Wer bin ich" - 4:16
2. "Krank" (b-side) - 2:10

CD Maxi Single
1. "Wer bin ich" (versione singolo) - 4:17
2. "Wer bin ich" (versione orchestrale) - 4:28
3. "Wer bin ich" (versione classica) - 4:28
4. "Wer bin ich" (versione album) - 4:28
5. "Wer bin ich" (Orchestral Instrumental) 4:26
6. "Wer Bin Ich" (Video) (contenuto extra)
7. "Making Of Videodreh" [Part 2] (contenuto extra)
8. "Galleria fotografica" (contenuto extra)

## Classifica
| Chart (2007)           | Peak position |
| ---------------------- | ------------- |
| Austrian Singles Chart | 41            |
| German Singles Chart   | 25            |
| MCM Top Rock (French)  | 2             |